# Etos
Etos (eller ethos) er den troværdighed en afsender har over for en modtager. Det er et retorisk fagbegreb og udgør, sammen med logos og patos, de tre appelformer, der stammer fra Aristoteles. 

## Etymologi
Ordet etos stammer fra oldgræsk, hvor der er to former, nemlig ḗthos som betyder karakter, og éthos som kan oversættes med skik eller vane. Disse to former giver et godt billede af de problemer vi stadig har med at få indkredset hvad begrebet ethos dækker over – med første betydning kan vi definere det som et menneskes karakter, men med anden betydning får vi angivet, at begrebet er socialt - at det er bestemt af kulturen. Når man prøver at indkredse, hvilke egenskaber, der har betydning for etos, kan man derfor ikke ukritisk overføre undersøgelser mellem forskellige tider og samfundstyper. Og selv inden for samme tid og samfund vil skikke og vaner give forskellige billeder af etos i forskellige (sub)kulturer. I retorikken defineres etos på to måder: enten som en tillid fra tilhøreren til taleren som findes i talesituationen, eller som en tillid fra tilhøreren til taleren opbygget gennem handlinger både før og under talesituationen.

## Etablering af etos
Igennem tiden har etos været, og er stadig, ét af de mest undersøgte retoriske elementer. Derfor er der også mange bud på, hvordan man etablerer etos. Ifølge Aristoteles, der er fader til begrebet, etablerer man etos gennem tre dyder, nemlig phronesis - at retor er kompetent/besidder klogskab, aréte - at retor er et godt moralsk menneske og eunoia - at retor viser velvilje over for sit publikum, hvorimod danske Klaus Kjøller opstiller fire dyder, nemlig ærlighed, idealisme, identitet og kompetence. Af disse lader han de tre første gå ind under den samlede betegnelse troværdighed. Hermed ligner fremstillingen en reduceret version af Aristoteles ved at medtage phrónesis og areté, men lige netop idealismedyden gør det lidt anderledes. Den dækker nemlig både karaktertræk fra areté og eunoía, i og med at den medtager både talerens generelle uselviskhed og velvilje over for den specifikke modtager. Også identitetsdyden nuancerer Aristoteles’ fremstilling ved at udspecificere at det drejer sig om stabilitet i talerens holdninger.

## Dynamisk etos
Ifølge James McCroskey er etos en dynamisk størrelse, der er i konstant forandring. Han taler om initial, derived og terminal etos. På dansk kan disse oversættes til forventnings-, situationens- og afslutningsetos. Initial etos er det etos, en retor har inden mødet med modtageren, derived etos skabes i selve situationen og terminal etos er dét etos, en retor har fået etableret i efterfølgende. På denne måde opfattes etos altså ikke statisk og terminal etos i dag er morgensdagens initial etos.